# SNB M
Der Triebwagen SNB M wurde von der A/S Svendborg–Nyborg Jernbaneselskab (SNB) für den Betrieb auf der 1897 eröffneten dänischen Privatbahnstrecke Svendborg–Nyborg beschafft.

## SNB M / SNB MD 11
Für den Personenverkehr auf der Strecke zwischen Svendborg und Nyborg beschaffte die Gesellschaft zur Einsparung von lokomotivgeführten Zügen 1932 einen sechsachsigen Triebwagen mit drei Drehgestellen. Lieferant war die dänische Lokomotivfabrik  Triangel in Odense, das Fahrzeug hatte die Fabriknummer 1353. Ab 1936 wurde der Triebwagen als SNB MD 11 bezeichnet.

## Technische Ausstattung
Der Wagenkasten des Triebwagens wurde von Scandia A/S in Randers zugeliefert. Die elektrische Ausrüstung kam von Thrige. Während das vordere und hintere Laufdrehgestell antriebslos waren, enthielt das in Wagenmitte liegende Triebdrehgestell die komplette Antriebstechnik des Fahrzeuges.

## DSB MDF 496
Seit der Verpachtung der Bahnstrecke Svendborg–Nyborg 1902 an die Sydfyenske Jernbaner (SFJ) wurden die Fahrzeuge durch die SFJ unterhalten und eingesetzt.
Durch die Übernahme der Sydfyenske Jernbaner am 1. April 1949 durch Danske Statsbaner (DSB) wurden die SNB-Fahrzeuge zur Verwendung an die Staatsbahnen übertragen. Allerdings blieb der Triebwagen im Besitz der SNB und wurden nicht Eigentum der Staatsbahnen. Er erhielt die Baureihenbezeichnung MDF und die Betriebsnummer 496.
Er war von 1951 bis 1953 in Odense beheimatet und wurde 1954 abgestellt. Seine Ausmusterung erfolgte 1957.
Der Triebwagen wurde 1957 an die Odense–Kerteminde–Martofte Jernbane (Kertemindebanen) verkauft, die zwei weitere Fahrzeuge der gleichen Type besaß. Er wurde dort nicht mehr eingesetzt und als Ersatzteilspender verwendet.